# 12481 Стреувелс
12481 Стреувелс (12481 Streuvels) — астероїд головного поясу, відкритий 12 березня 1997 року.
Тіссеранів параметр щодо Юпітера — 3,297.
Названо на честь фламандського письменника Стейна Стреувелса, (1861-1969).